# Bad Blankenburg
Bad Blankenburg là một thị xã ở huyện Saalfeld-Rudolstadt, trong bang Thüringen, nước Đức. Đô thị Bad Blankenburg có diện tích 35,56 km². Đô thị này có cự ly 6 km về phía tây nam của Rudolstadt, và 37 km về phía đông nam Erfurt.